# Верхнекаргино
Верхнекаргино (баш. Үрге Ҡарғауыл) — деревня в Дюртюлинском районе Республики Башкортостан Российской Федерации. Входит в состав Асяновского сельсовета. 

## География

### Географическое положение
Расстояние до:
- районного центра (Дюртюли): 10 км,
- центра сельсовета (Асяново): 2 км,
- ближайшей ж/д станции (Уфа): 131 км.

## История
В «Списке населенных мест по сведениям 1870 года», изданном в 1877 году, населённый пункт упомянут как деревня Верхняя Каргина 4-го стана Бирского уезда Уфимской губернии. Располагалась при речке Куваше, на почтовом тракте из Бирска в Мензелинск, в 50 верстах от уездного города Бирска и в 10 верстах от становой квартиры в деревне Дюртюли. В деревне, в 55 дворах жили 380 человек (187 мужчин и 193 женщины, мещеряки). Жители занимались земледелием, скотоводством.

## Население
| 2002 | 2009 | 2010 |
| ---- | ---- | ---- |
| 48   | ↘41  | ↘36  |

Согласно переписи 2002 года, преобладающие национальности — татары (50 %), башкиры (35 %).